# Atrophaneura
Atrophaneura is een geslacht van vlinders uit de familie van de pages, onderfamilie Papilioninae. De soorten uit dit geslacht komen met name voor in Zuidoost-Azië. De typesoort van het geslacht is Atrophaneura erythrosoma Reakirt, 1865 = Atrophaneura semperi (C. & R. Felder, 1861).

## Soorten
- Atrophaneura aidoneus (Doubleday, 1845)
- Atrophaneura dixoni (Grose-Smith, 1900)
- Atrophaneura hageni (Rogenhofer, 1889)
- Atrophaneura horishanus (Matsumura, 1910)
- Atrophaneura kuehni (Honrath, 1886)
- Atrophaneura luchti (Gray, 1852)
- Atrophaneura nox (Swainson, 1822)
- Atrophaneura priapus (Boisduval, 1836) - Witkopvleermuisvlinder
- Atrophaneura semperi (C. & R. Felder, 1861)
- Atrophaneura sycorax (Grose-Smith, 1885)
- Atrophaneura varuna (White, 1842) - Vleermuisvlinder
- Atrophaneura zaleucus (Hewitson, 1865)